# Tandoor

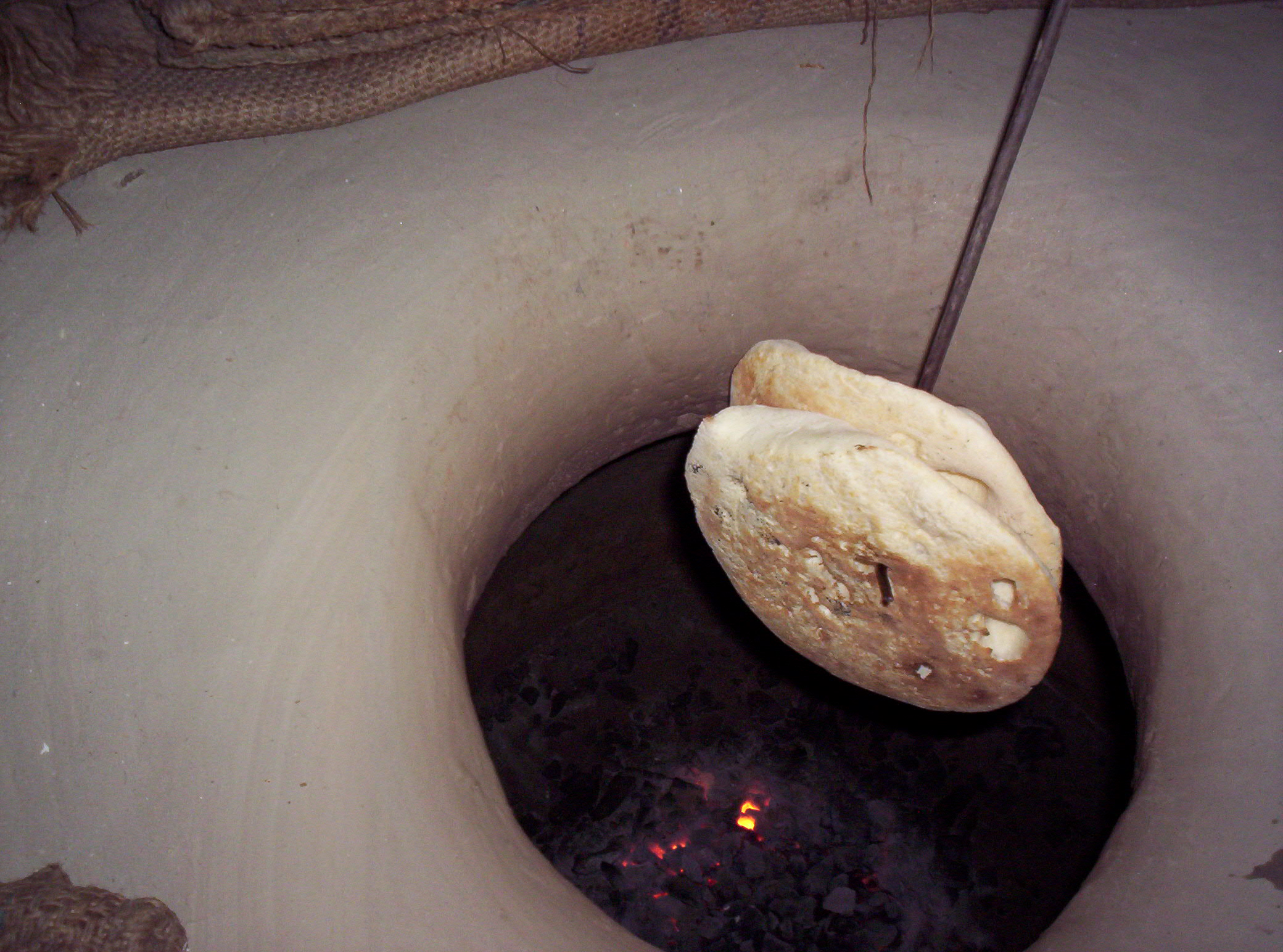
Chapati plockas ur en tandoor.

En tandoor är en indisk cylinderformad lerugn och är vanligt förekommande i hela Centralasien, främst norra Indien och Pakistan. Ugnen är koleldad och används för att tillaga kött (till exempel tandoorikyckling) och fisk och för att baka bröd som naan. Ofta träs köttet på spett före tillagningen och den höga temperaturen i ugnen gör att det snabbt blir genomstekt, vilket bibehåller saftigheten. 
Ordet tandoor kommer från hindi tandūr och tannūr; dessa ord kommer från persiska tanūr, vilket kommer från arabiska tannūr.

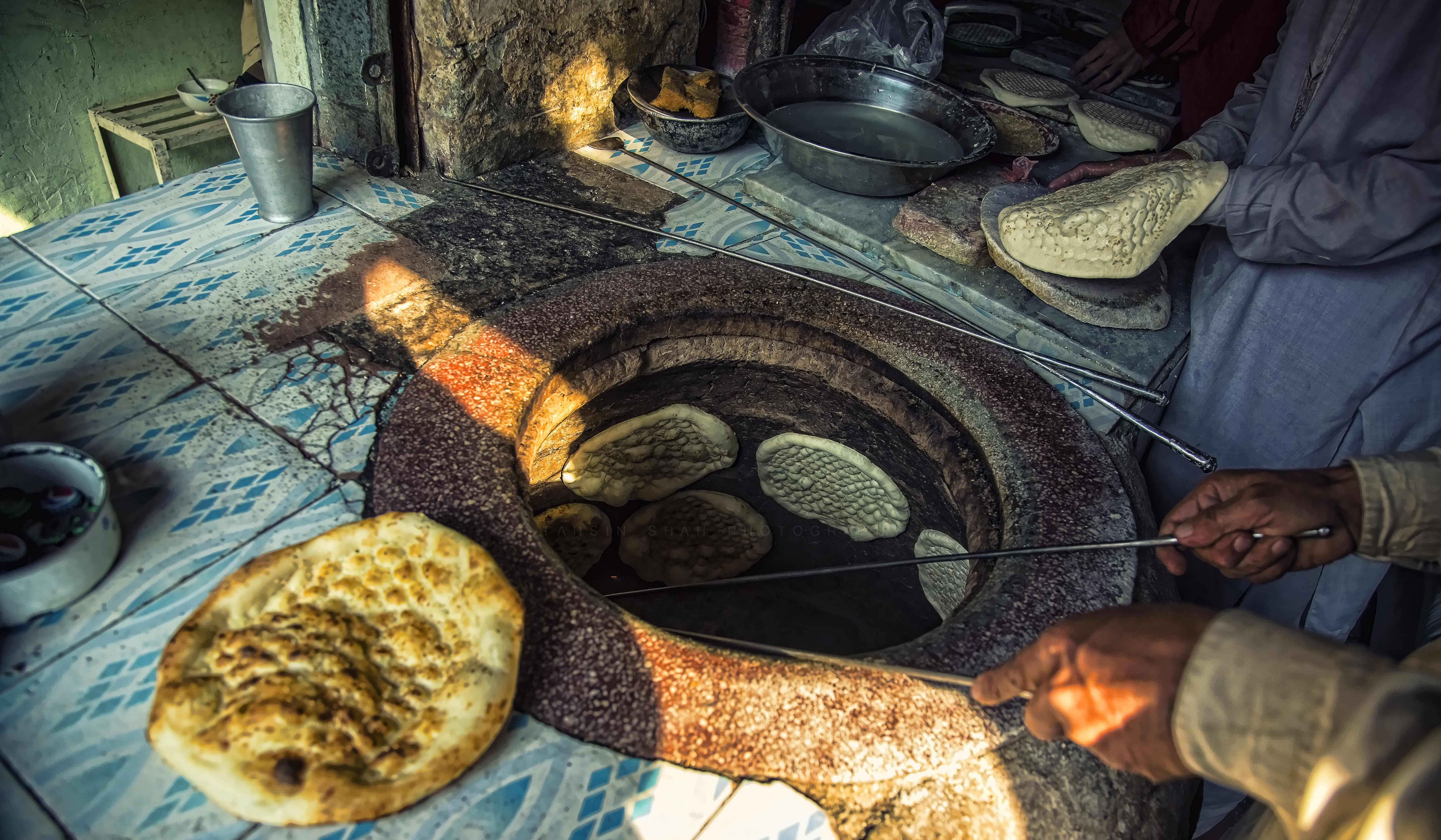
En tandoor även känd som tannour är en cylindrisk lera- eller metallugn som används vid matlagning och bakning i Pakistan och andra asiatiska länder.